# شركة جنيف للمستوطنات السويسرية
شركة جنيف للمستوطنات السويسرية (بالفرنسية:Compagnie genevoise des colonies suisses) هي شركة استيطان في الجزائر في منطقة سطيف والتي أنشأها رجال أعمال سويسريون في عام 1853.

## النشأة
تنازل نابليون الثالث، الذي كان في المنفى في سويسرا حيث ساعده رجال الأعمال، بموجب مرسوم صدر في 26 أغسطس 1853 : 20000 هكتار من الأراضي في منطقة سطيف. ومن بين المستفيدين من هذا الامتياز الكونت فرانسوا أوغست سوتر دي بوريجارد وتشارلز لويس سوتر.
في مقابل امتياز مساحته 20 ألف هكتار، تعهد الممولون بإنشاء قرى وجلب المزارعين. كانت البدايات صعبة ولم تفي الشركة أبدًا بالتزاماتها بالكامل، واكتفت باستغلال أراضيها بفضل المزارعين المستأجرين.
من بين مديريها، كان هناك شخص قام بعمل مهم من الناحية الزراعية للشركة وحتى لمنطقة سطيف. إنه غوتليب ريف الذي أُعتراف بالإجماع بمساهمته في الزراعة في المنطقة. خلفه أحد أبنائه، أرنولد ريف، على رأس الشركة. تجدر الإشارة إلى أن هنري دونان، مؤسس الصليب الأحمر، حاول القيام بأعمال تجارية في الجزائر، وخاصة في منطقة سطيف، بل وعمل لبعض الوقت مع شركة جنيف.
إختفت هذه الشركة قبل بضع سنوات من استقلال الجزائر ويمكن للمرء الرجوع إلى أرشيفها في جنيف ومحفوظات شمال إفريقيا في آكس أون بروفانس.

### مذكرات و مراجع
لتعمق، يمكننا الرجوع إلى الكتب التالية:
- جاك بوس، «هنري دونانت الجزائري» (بالفرنسية: Henry Dunant l'Algérien)، مقدمة بقلم هنري غيلمين، 1979، الناشر Grounaouer
- جان بيير ريف، الجزائر،الجزائر ماذا تريدمني؟ (بالفرنسية: Algérie, Algérie Que me veux tu ?) رمدك 9782843941139، أتلانتيكا للنشر1999
- درواز ألكسندرا: التحسينات الزراعية في شركة جنيف للمستوطنات السويسرية في سطيف تحت إشراف السيد ريف 1884-1903 (بالفرنسية: Les améliorations agricoles dans la Compagnie genevoise des colonies suisses de Sétif sous la direction de M. Ryf 1884-1903) جامعة جنيف. رحيل التاريخ الاقتصادي 1996
- كلود لوتلزشواب، شركة جنيف للمستوطنات السويسرية في سطيف(بالفرنسية:La Compagnie genevoise des colonies suisses de Setif)، بيتر لانج للنشر، 2006 * ستيفاني

### روابط خارجية
- صندوق المحفوظات دولة جنيف
- Colonies suisses بالألمانية وبالفرنسية وبالإيطالية من قاموس سويسرا التاريخي على الإنترنت.
- مقالة عن الشركة على موقع سطيف